# Lars Westin

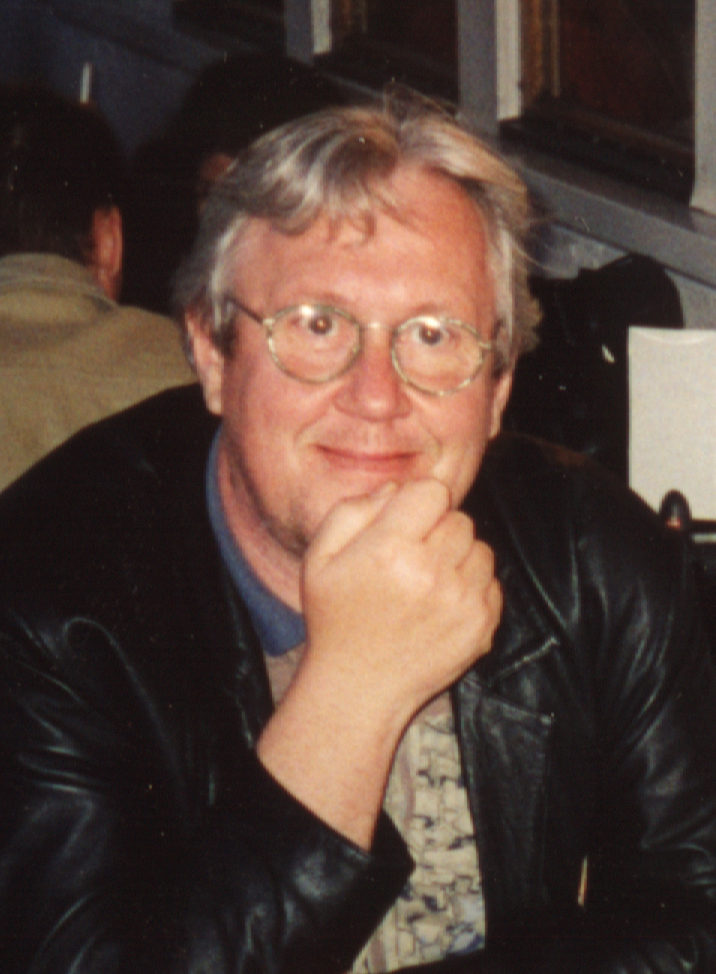
Lars Westin en sommarkväll 1998.

Lars Westin, född 15 oktober 1948 i Sollefteå, död 18 oktober 2023, var en svensk jazzjournalist och 1983–2006 chefredaktör för jazztidskriften Orkesterjournalen.
Westin bidrog också till projektet Svensk jazzhistoria som slutfördes 2006 och författade många jazzhistoriska böcker, till exempel den i flera utgåvor utkomna Jazz – musik, människor, miljöer tillsammans med Jan Bruér, samt medverkade som skribent i The New Grove Dictionary of Jazz. Han har producerade omkring 300 jazzinspelningar (återutgivningar och nyutgivningar), de flesta utgivna av Dragon Records som han grundade 1975.